# Jean d'Arras

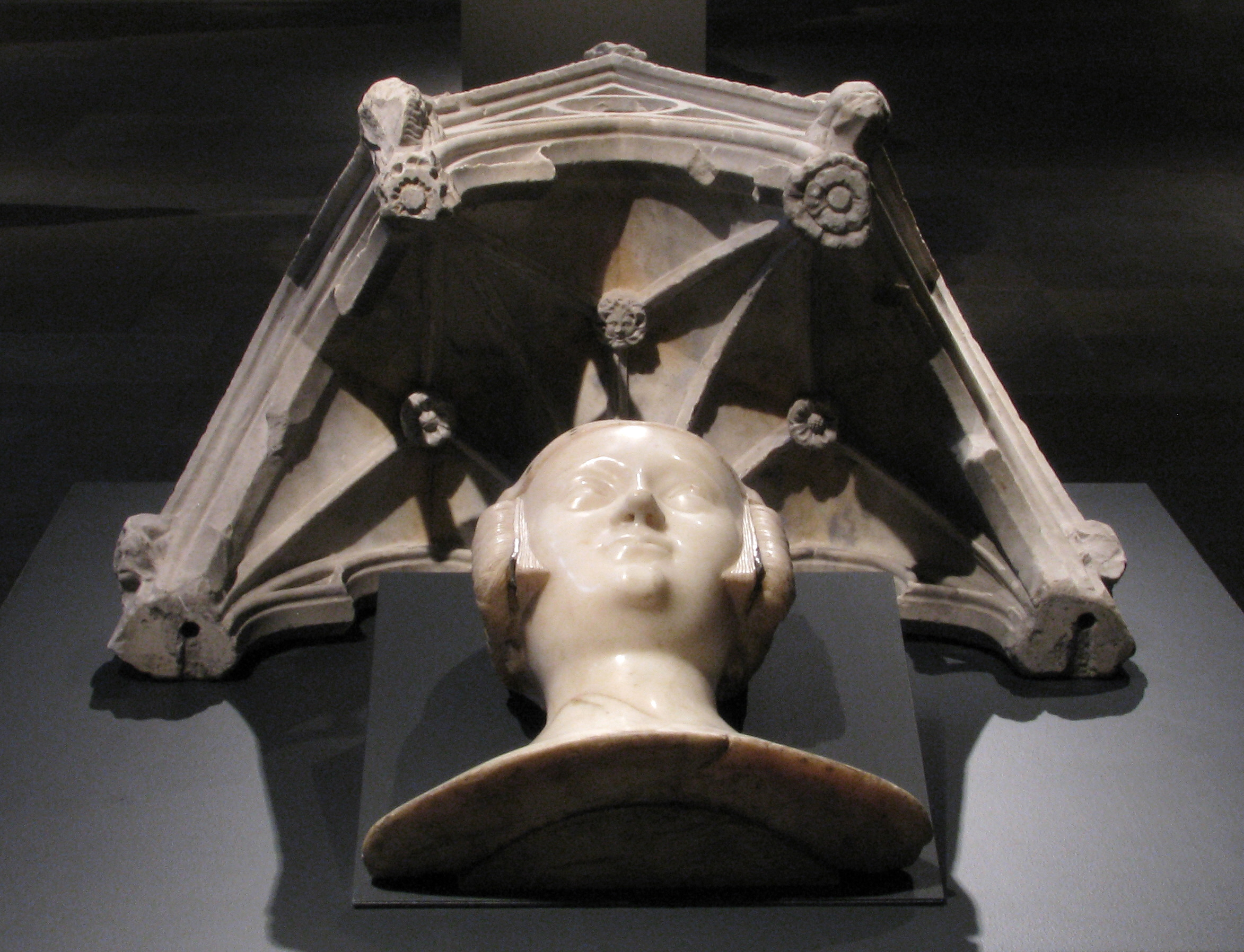
Busto que muestra la cabeza de Jean d’ Arras

Jean d'Arras fue un poeta y compositor francés del siglo XV oriundo del norte de Francia, sobre el que se sabe muy poco. 
Jean d'Arras colaboró con Antoine du Val y Fouquart de Cambrai en compilar una colección de historias titulada L'Évangile des quenouilles ("El evangelio de las hilanderas"). El marco de la historia es que estos son los relatos que intercambian un grupo de mujeres mientras hilan, donde se cuentan las teorías en boga sobre una gran variedad de temas. La obra se remonta a mediados del siglo XV y posee un gran valor ya que arroja luz sobre diversas costumbres y creencias medievales, y porque se hace eco de elementos folclóricos, a veces escondidos bajo capas de cristiandad.
Se realizaron numerosas ediciones del libro en los siglos XV y XVI, una de las cuales fue impresa por Wynkyn de Worde en inglés, con el título The Gospelles of Dystaves. Una edición más moderna (Collection Jannet) tiene un prefacio escrito por Anatole France con su chispa aguda y cínica.

## El Romance de Mélusine
Jean d'Arras, tal vez el mismo, escribió, a pedido de Juan duque de Berry según relata en la introducción, un largo romance en prosa titulado el Roman de Mélusine de la Chronique de Melusine parte de Le Noble Hystoire de Lusignan ("La noble historia de los Lusignanos"), en 1392-94. Dedicó la obra a Marie de Valois, Duquesa de Bar y expresó que ojalá la historia fuera útil en la educación política de los hijos de la duquesa.
Basado en tradiciones orales, es una de las primeras versiones literarias de la historia de Melusine la ninfa acuática con una cola de serpiente que se casó con un mortal y de manera sobrenatural influyó sobre el crecimiento espectacular y posterior caída de la casa de Lusignan con numerosas digresiones e historias laterales. Rainmondin, el originador de la línea, conoce a la hermosa Melusine en una fuente en el bosque, se casa con ella y tienen once valientes hijos, quienes alcanzan la fama gracias a sus hazañas en las Cruzadas. Melusine le hizo prometer a Raimondin que nunca intentara encontrarla en un sábado (cuando ella recuperaba su forma de serpiente acuática). Lo que ella no le pudo decir es que si ella fuera alguna vez vista por un mortal en su estado de serpiente, la maldición sería eterna y nunca más ella sería capaz de tener una muerte cristiana y alcanzar la promesa del Cielo. Cada uno de los hijos nobles también tenía algún defecto secreto.
Traicionada por Raimondin, quien rompe su promesa, Melusine es obligada a regresar a su naturaleza eterna:
" Ah! Raimondin, el día que te conocí fue un día triste para mi! Oh! para mi desgracia noté tu gracia, tu encanto, tus hermosas facciones. Para mi pesar, lamento haber deseado tu belleza, ya que tu me has traicionado de manera tan poco noble. A pesar de que tu me has fallado en tu promesa, yo te he perdonado desde lo más profundo de mi corazón por haber intentado verme, no he osado hablar de ello contigo, ya que tu no se lo contastes a nadie. Y Dios te hubiera perdonado, ya que hubieras hecho penitencia en este mundo. Alas! mi amado ahora nuestro amor se ha transformado en odio, nuestro cariño en crueldad, nuestros placeres y alegrías en lágrimas y llantos, nuestra felicidad en una gran desventura y calamidad. Oh, mi amado, si tu no me hubieras traicionado me habrías ahorrado penas y tormentos, yo hubiera continuado el curso natural de la vida como una mujer normal, hubiera muerto de la manera usual, con todos los sacramentos de la Iglesia, yo hubiera sido enterrada en la iglesia de Notre-Dame de Lusignan y se hubieran realizado misas conmemorativas en mi memoria. Pero ahora me has devuelto a la oscura penitencia que he conocido por tanto tiempo, por mi culpa. Y debo soportar esta penitencia hasta el Día del Juicio Final, porque tu me has traicionado. Le ruego a Dios que te perdone."
Y ella mostró tal grado de remordimiento que no existe un corazón en este mundo por más endurecido que fuera que no hubiera cedido."